# Primo ministro dell'Autorità Nazionale Palestinese
Il Primo ministro dell'Autorità Nazionale Palestinese (in arabo رؤساء وزارات السلطة الوطنية الفلسطينية‎?) era il capo del governo dell'Autorità Nazionale Palestinese. La carica istituzionale venne riformata in Primo ministro dello Stato di Palestina nel 2013.
Veniva nominato dal presidente dell'Autorità Nazionale Palestinese.

## Elenco
| Immagine                                                                      | Titolare       | Partito      | Mandato                             |
| ----------------------------------------------------------------------------- | -------------- | ------------ | ----------------------------------- |
|                                                                               | Mahmūd Abbās   | Fatah        | 19 marzo 2003 - 6 settembre 2003    |
|                                                                               | Ahmed Qurei    | Fatah        | 7 settembre 2003 - 18 dicembre 2005 |
|                                                                               | Nabil Shaath   | Fatah        | 18 dicembre 2005 - 24 dicembre 2005 |
|                                                                               | Ahmed Qurei    | Fatah        | 24 dicembre 2005 - 29 marzo 2006    |
|                                                                               | Ismail Haniyeh | Hamas        | 29 marzo 2006 - 5 gennaio 2013      |
|                                                                               | Salam Fayyad   | La Terza Via | 5 gennaio 2013 - 6 gennaio 2013     |
| Carica abolita (Primo ministro dello Stato di Palestina) (dal 6 gennaio 2013) |                |              |                                     |